# Ана Кастильо
Ана Кастільо (нар. 15 червня 1953) — чиканська письменниця, поетеса, есеїстка, редакторка, драматургиня, перекладачка, незалежна вчена і феміністка. Кастільо, яка вважається одною із провідних чиканських авторів, відома експериментальним стилем латиноамериканської письменниці та участю в чикана-фемінізмі, відомому як Xicanisma.
Її твори пропонують гострий і пристрасний суспільно-політичний коментар, який базується на усталених усних і літературних традиціях. Інтерес Кастільо до расових і гендерних питань простежується протягом усієї її письменницької кар’єри. Її роман «Сапогонія» («Sapogonia») став найкращою книгою року за версією New York Times у 1990 році, а «Так далеко від Бога» («So Far from God») - у 1993 році. Вона є редакторкою мистецького та літературного журналу La Tolteca.
Кастільо очолювала першу кафедру Сестри Хуани Інес де ла Круз (Sor Juana Inés de la Cruz Endowed Chair) в Університеті Де Поля. Вона отримала низку нагород, у тому числі Американську книжкову премію 1987 року від Фонду до Колумба за свій перший роман «The Mixquiahuala Letters», премію Карла Сендбурга, премію книгопродавців гір і рівнин, стипендію Національного фонду в Мистецтві в художній літературі та поезії та в 1998 році премію Sor Juana Achievement Award від Мексиканського центру образотворчого мистецтва в Чикаго.

## Життя і кар'єра
Кастільо народилася в Чикаго в 1953 році в сім'ї Реймонда і Рейчел Роча Кастільо. Її мати була мексиканською індіанкою, а батько народився в Чикаго1933 року. Вона навчалася в комерційній середній школі Джонса та міських коледжах Чикаго, перш ніж отримати ступінь бакалавра мистецтв і неповну середню освіту в університеті Північно-Східного Іллінойсу. Ана Кастільо здобула ступінь магістра з латиноамериканських досліджень у Чиказькому університеті в 1979 році, після того, як викладала етнічні науки в молодшому коледжі Санта-Роза та працювала постійною письменницею в Раді мистецтв Іллінойсу. Вона також викладала в Malcolm X Junior College та Sonoma State College. У 1991 році Ана Кастільо здобула ступінь доктора американських наук у Бременському університеті в Німеччині. Замість традиційної дисертації вона подала есе, які пізніше зібрала в праці 1994 року «Розправа над мрійниками» («Massacre of the Dreamers»). Кастільо, авторка численних статей і понад 15 книг, вважається ключовим мислителем і новатором у прошарку чиканської літератури. Вона сказала: «Через двадцять п’ять років після того, як я почала писати, я відчуваю, що все ще маю чим поділитися».
Робота Кастільо зосереджена на питаннях ідентичності, расизму та класової дискримінації. Вона пише про чикана-фемінізм «Xicanisma», ілюструючи цим терміном, що означає бути чиканкою в нашому суспільстві, і щоб представити чикана-фемінізм, який кидає виклик бінарним уявленням про досвід чикан, таких як геї/гетеро, чорні/білі. Кастільо пише: «Xicanisma — це постійне усвідомлення нашої взаємозалежності, яка вкорінена в нашій культурі та історії. Хоча Xicanisma — це спосіб зрозуміти себе у світі, він також може допомогти іншим, які не обов’язково мають мексиканське походження та/або є жінками. Він урожайний; ніколи не стійкий до змін, заснований на цілісності, а не на дуалізмі. Чоловіки не є нашими протилежностями, нашими противниками, «іншими» нами». Вона пише: «Чіканська література — це те, що ми, як чикани, сприймаємо та визначаємо як частину північноамериканської літератури США. Ця література пов’язана з нашою реальністю, нашим сприйняттям реальності та нашим уявленням про суспільство в Сполучених Штатах як про жінок мексиканського чи латиноамериканського походження». Кастильо стверджує, що жителі Чикани повинні боротися з різними формами гноблення, включаючи гомофобію, расизм, сексизм і класовість, і що фемінізм Чикани повинен визнати наявність багатьох різноманітних досвідів чиканок. У її творах відчувається вплив магічного реалізму. Значна частина її творів перекладена іспанською мовою, включно з поезією. Вона також написала статті та есе для Los Angeles Times і Salon. Кастільо є редакторкою мистецько-літературного журналу La Tolteca.
У 1999 році вона була номінована на звання «Найвидатніші жителі Чикаго століття» за підтримки Sun Times.
Її документи зберігаються в Каліфорнійському етнічному та мультикультурному архіві Каліфорнійського університету в Санта-Барбарі.

## Поезія
Як поетка Кастільо написала кілька творів, зокрема Otro Canto (1977), The Invitation (1979), Women Are Not Roses (Arte Publico, 1984) і My Father Was a Toltec (West End Press, 1988). Її роботи насамперед розкривають сенси та одкровення різних досвідів. Її вірш «Жінки не бунтують» досліджує труднощі жіночого життя, але Кастільо сміливо використовує рядки (49–50) цього вірша як власну «образу та відторгнення» ідеї, що вона сидітиме тихо.
У своїй поезії вона часто змішує іспанську та англійську, наприклад, у збірці віршів «Я прошу неможливого» («I Ask the Impossible»). Створений нею гібрид мов є поетичним, ліричним, адже використовує одну мову, щоб інтригувати іншу, на відміну від ламаного "Spanglish". 

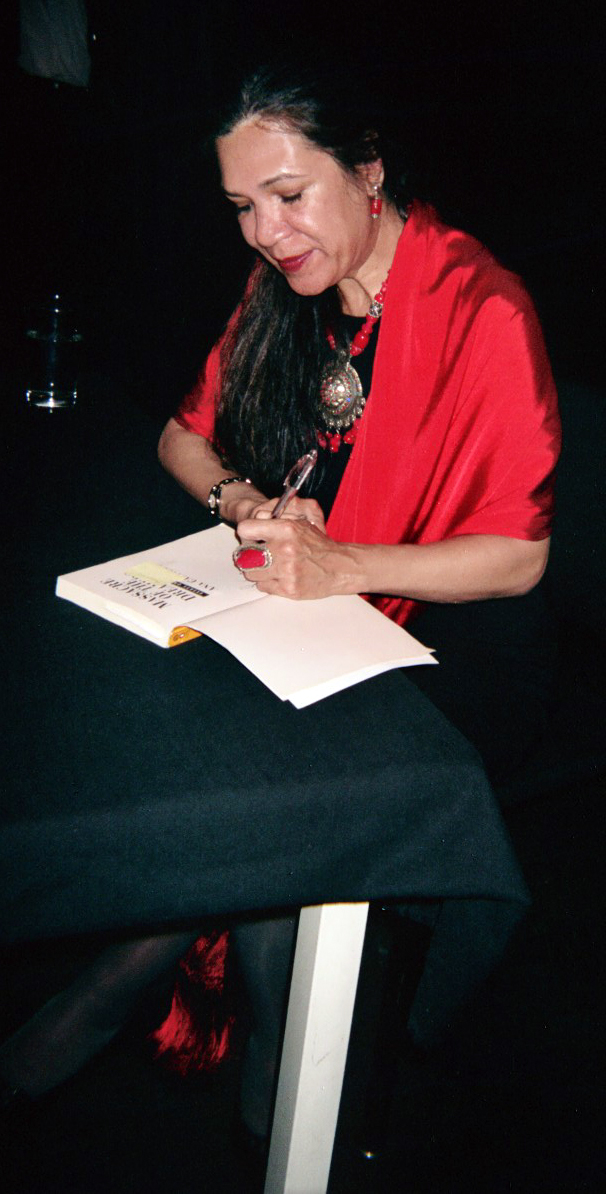
Ана Кастильо підписує копію «Розправи над мрійниками», 25 травня 2006 р.

### Роман The Guardians
The Guardians — одна з найвизначніших робіт Кастільо. Як мешканка Нью-Мексико, вона засвідчила очевидну політичну, соціальну та культурну проблему на кордоні. The Guardians розповідає про постійні злочини проти невинних людей, котрі шукають кращого життя по той бік кордону, або, як каже Кастільо, «el otro lado».
«The Guardians» — історія про Регіну, яка виховує свого племінника Габо в Ель-Пасо, штат Техас. Брат Регіни, Рафа, повертається до Мексики, щоб бути з матір’ю Габо, Ксіменою. Коли вони спробували разом перетнути кордон, Ксімена та Рафа розлучилися. Незабаром після цього знайдено тіло Ксімени, понівечене з вилученими органами. Коли Рафа пропав безвісти після спроби перетнути кордон, Регіна та Габо шукали розради по-своєму та підтримували однокласників і колег. Габо дуже релігійний і прагне стати священиком, коли підросте. Він кращий студент, який втілює високоморальну людину, що прагне щасливого життя на американському боці кордону. Коли його голову полонили жахливі ідеї, він зв’язується з бандою Los Palominos, сподіваючись, що вони допоможуть знайти зниклого батька. Зі свого боку Регіна об’єднується з колегою Мігелем і його дідусем Мілтоном. Коли колишню дружину Мігеля викрадають, усі персонажі об’єднуються, щоб знайти своїх зниклих близьких. Зрештою, Мігель знаходить колишню дружину живою разом з Tiny Tears, обидвох в жахливому стані. Регіна та Габо відчували, що сталося щось жахливе, адже Рафа був знайдений мертвим у будинку банди Los Palominos. Тієї ж ночі Габо був убитий Tiny Tears - членом Los Palominos - який спочатку допомагав Габо в його пошуках батька.
Кастільо пише про роман прямолінійно, але пояснює його творчо, тоді як завжди пам’ятає про свій обов’язок тримати аудиторію в курсі поточних подій на кордоні. Цей роман розкриває правду про життя мексиканських іммігрантів по обидва боки кордону. З одного боку, багато людей і сімей мігрують до США, щоб отримати кращу освіту та роботу. І навпаки, багато мігрантів прагнуть возз’єднання з членами сім’ї, адже не відчувають США своїм домом. Вони конфліктують між місцем, до якого відчувають себе приналежними, і можливостями. Саме з цієї причини Рафа повертається до Мексики після того, як уже перетнув кордон.
Злочинні організації, які зазвичай називають картелями, переправляють усілякі товари через кордон. Члени картелю сприймають мігрантів не як людей, а як пазл своїх численних контрабандних операцій. США мілітаризували кордон, зробивши його небезпечною територією. Отже, злочинні організації, що спеціалізуються на контрабанді людей, можуть цим скористатися, роблячи контрабанду людей через кордон прибутковим бізнесом. Якщо вони пробують перетнути кордон самі, то можуть зіткнутися з серйозними наслідками з боку злочинних організацій і наркоторгівців, які «володіють» прикордоннями.
У результаті ця злочинна діяльність неофіційно вкорінюється в економіку міст і громад поблизу кордону. Таким чином, коли Габо та Регіна очікують найгіршого, вони без важких зусиль знаходять об’єднання картелів, які можуть мати інформацію. Підхід Абуела Мілтона з розшуку Рафа — це прогулянкки вулицями з собакою та опитування пішоходів. Ці приклади демонструють типовість описаних обставин для сімей на кордоні.

#### Насильство проти жінок
Кастільо розповідає про злочини, яких можуть зазнати жителі прикордонних міст. Зокрема злочини проти жінок. Смерть Ксімени, викрадення колишньої дружини Мігеля та історія життя Tiny Tears — усе це символи насильства проти жінок на кордоні.
При перетині кордону сексуальне насильство проти жінок не є рідкістю. Чоловіки та члени картелю користуються в уразливим станом жінок, які мешкають біля кордону, або іммігранток, що перетинають його. Крім того, ці злочини мають психологічні наслідки, які можуть затьмарити розум або вплинути на поведінку. В «The Guardians» Tiny Tears жадає сім’ї та інших зв’язків, щоб заповнити порожнечу в житті. Отже, шукаючи сім'ю в кримінальному колах, вона приєдналась до Los Palominos.

#### Культура Чикано
Кастільо розповідає не лише про звичайні жахливі історії, а й про культурні наслідки буття мексиканкою, яка мешкає в Сполучених Штатах.
Щоб проілюструвати це, Кастільо наголошує на досвіді Регіни по обидва боки кордону. З одного боку, Регіна зазнала труднощів, з якими стикаються багато мексиканців і мігрантів, наприклад збирання врожаю або важка для тіла фізична праця. Проте, коли вона іммігрувала та працювала, щоб стати помічницею учителя, вона більше не разом з довіреними особами. Хтось може засвоїти цей новий досвід і відчувати конфлікт між попереднім і новим способом життя. У свою чергу, у інших може виникнути почуття зради та ізоляції. Для інших згадування минулого досвіду або збереження історій близьких може бути джерелом сили. Для Регіни її життя помічницею вчителя свіже; хоча такі люди, як її брат Рафа, і їхні обставини завжди залишаться з нею.

## Праці

### Романи
- The Mixquiahuala Letters. Бінгемтон, Нью-Йорк: Bilingual Press/Editorial Bilingue, 1986. ISBN 0-916950-67-0
- Sapogonia: An anti-romance in 3/8 meter. Темпе, Аризона: Bilingual Press/Editorial Bilingüe, 1990. ISBN 0-916950-95-6
- So Far from God. Нью-Йорк: WW Norton, 1993.ISBN 0-393-03490-9
- Peel My Love Like an Onion. Нью-Йорк: Doubleday, 1999.ISBN 0-385-49676-1
- My Daughter, My Son, the Eagle the Dove: An Aztec Chant. Нью-Йорк: Dutton Books, 2000.ISBN 0-525-45856-5
- Watercolor Women, Opaque Men: A Novel in Verse (Акварельні жінки, непрозорі чоловіки: Роман у віршах). Віллімантік, Коннектикут: Curbstone Press, 2005.ISBN 978-1-931896-20-7
- Give It to Me. Нью-Йорк: The Feminist Press, 2014.ISBN 978-1-55861-850-3
- The Guardians. Нью-Йорк: Random House, 2007.ISBN 978-1-4000-6500-4

### Збірки оповідань
- Loverboys. Нью-Йорк: WW Norton, 1996.ISBN 0-393-03959-5

### Поезія
- Otro Canto. Чикаго: Alternativa Publications, 1977.
- The Invitation. 1979 рік
- Women Are Not Roses. Х'юстон: Arte Público Press, 1984.ISBN 0-934770-28-X
- My Father Was a Toltec and selected poems, 1973–1988. Нью-Йорк: WW Norton, 1995.ISBN 0-393-03718-5
- I Ask the Impossible. Нью-Йорк: Anchor Books, 2000.ISBN 0-385-72073-4
- "Women Don't Riot"
- "While I was Gone a War Began"
- black dove: mamá, mi'jo, and me. Нью-Йорк: Феміністська преса Міського університету Нью-Йорка, 2016.ISBN 9781558619234 (м'яка обкладинка)
- Massacre of the Dreamers: Essays on Xicanisma. Альбукерке: University of New Mexico Press, 1994.ISBN 0-8263-1554-2

### Переклади
- Esta puente, mi espalda: Voces de mujeres tercermundistas en los Estados Unidos (разом з Нормою Аларкон). Сан-Франциско: ism press, 1988. (Іспанська адаптація This Bridge Called My Back: Writings by Radical Women of Color, редагована Cherríe Moraga.)

### Редакторські роботи
- Сексуальність латиноамериканців (співредакторка разом із Нормою Аларкон і Черрі Морага). Berkeley: Third Woman Press, 1993.ISBN 0-943219-00-0
- Богиня Америки: Записи про Діву Гваделупську / La Diosa de las Américas: Escritos Sobre la Virgen de Guadalupe (редакторка). Нью-Йорк: Riverhead Books, 1996.ISBN 1-57322-029-9

### Бібліографічні ресурси
- https://faculty.ucmerced.edu/mmartin-rodriguez/index_files/vhCastilloAna.htm

## Зовнішні посилання
- Офіційний сайт
- Біографія та поетичний подкаст Ana Castillo Poetry Foundation
- Вичерпне інтерв’ю з Аною Кастільо, опубліковане в Fifth Wednesday Journal, Archived
- Голоси з біографії Gaps
- Путівник документами Ани Кастільо в Каліфорнійському етнічному та мультикультурному архіві
- Сучасна американська поезія
- Esta puente, mi espalda: Voces de mujeres tercermundistas en los Estados Unidos (співперекладачка і співредакторка, 1988). Сан-Франциско: ism press.ISBN 978-0-910383-19-6 (м'яка);ISBN 978-0-910383-20-2 (тверда обкладинка)